# Panorama Ukrzyżowania Chrystusa Pana
Panorama Ukrzyżowania Chrystusa Pana – panorama malarska Stanisława Radziejowskiego z 1896 roku.
Panorama przedstawia Jerozolimę z jej ulicami, domami i scenami rodzajowymi z udziałem mieszkańców na tle otaczających ją wzgórz. Centralnym elementem obrazu została scena z ukrzyżowanym Jezusem i grupą zrozpaczonych uczniów i krewnych u stóp krzyża.
Inicjatorem powstania panoramy był Henryk Lgocki, który zamówił ją na potrzeby budowanej w Częstochowie rotundy. Autorem obrazu został Stanisław Radziejowski wraz z pomocnikami − Ludwigiem Bollerem i Antonim Adamem Piotrowskim. Radziejowski wykonał w Jerozolimie szkice do obrazu, a samo malowidło powstało w ciągu sześciu miesięcy w wynajętej w Monachium rotundzie.
Po utracie zainteresowania turystów malowidłem rotunda pełniła funkcję kina, a w 1935 roku została rozebrana. Od 2014 roku obraz dostępny jest w internecie.